# Ypsilon Lupi
Ypsilon Lupi (υ Lupi, förkortad Ypsilon Lup, υ Lup), som är stjärnans Bayer-beteckning, är en dubbelstjärna i mellersta delen av stjärnbilden Vargen. Den har en kombinerad skenbar magnitud av 5,37 och är synlig för blotta ögat där ljusföroreningar ej förekommer. Baserat på parallaxmätning inom Hipparcosuppdraget på ca 8,0 mas, beräknas den befinna sig på ett avstånd av ca 410 ljusår (125 parsek) från solen.

## Egenskaper
Primärstjärnan Ypsilon Lupi A är en blå till vit stjärna i huvudserien av spektralklass A0p Si IV. Den har en radie som är ca 1,8 gånger solens radie och avger ca 113 gånger mer energi än solen från dess fotosfär vid en effektiv temperatur på ca 10 000 K. Den är en kemiskt ovanlig Ap-stjärna där "Si"-suffixet anger ett stort överskott av kisel i stjärnans fotosfär. Ett magnetfält kring stjärnan med en kvadratisk fältstyrka på (764,7 ± 311,3) × 10-4 T har observerats.
De två stjärnorna i Ypsilon Lupi har en gemensam rörelse genom rymden och utgör troligtvis en vidsträckt dubbelstjärna. År 1945 hade paret en vinkelseparation av 1,50 bågsekunder vid en positionsvinkel på 40°. Följeslagaren, Ypsilon Lupi B, har en skenbar magnitud av 10,90. Den kan vara källan till den röntgenstrålning som observerats från dess koordinater.